# Sievershausen (Lehrte)
Sievershausen (niederdeutsch Siewershusen) ist ein Ortsteil der Stadt Lehrte in der Region Hannover, 20 km östlich der Landeshauptstadt Hannover und 10 km westlich von Peine, in Niedersachsen (Deutschland).

## Geografie
Sievershausen ist Teil der Stadt Lehrte in der Region Hannover im Bundesland Niedersachsen und hat als Nachbarorte:
- im Norden Schwüblingsen,
- im Nord-Osten Oelerse,
- im Osten Röhrse,
- im Süd-Osten Vöhrum,
- im Süden Hämelerwald,
- im Westen Arpke.

Sievershausen liegt an der Autobahn A 2.

## Geschichte
Sievershausen wurde erstmals 1234 als Sifrideshusen urkundlich erwähnt.
Zwischen Sievershausen und Arpke fand am 9. Juli 1553 die Schlacht bei Sievershausen statt. Die Teilschlacht im Zweiten Markgrafenkrieg mit rund 30.000 Kämpfern und etwa 4.000 Toten war (neben der Schlacht bei Lutter 1626) eine der blutigsten kriegerischen Auseinandersetzungen auf dem Gebiet des heutigen Niedersachsens. 300 Jahre nach der Schlacht wurde 1853 ein Gedenkstein für Kurfürst Moritz aufgestellt.
Auf den Grundmauern des ersten Kirchengebäudes, das im Jahr 990 errichtet wurde, steht heute die St.-Martins-Kirche. Ihre Orgel stammt aus der profanierten Kirche St. Bruder Konrad (Hannover). Sievershausen war bis 1965 Sitz eines eigenen evangelisch-lutherischen Kirchenkreises, der im Osten bis Meinersen und im Süden bis Stederdorf reichte. Bei dessen Auflösung wurde die Gemeinde dem Kirchenkreis Burgdorf zugeschlagen. Ab 1967 fanden in der evangelischen Kirchengemeinde von Sievershausen auf Initiative des damaligen Pastors Klaus Rauterberg Veranstaltungen der Friedensbewegung unter der Bezeichnung Anti-Kriegswerkstatt statt. Anlass, die Arbeit zu institutionalisieren, bot eine größere Gedenkveranstaltung am Erinnerungsstein für Kurfürst Moritz am 9. Juli 1978, die von zahlreichen Anwesenden aufgrund der Redebeiträge als zynisch erlebt wurde. In der Folge bildete sich im Spätherbst 1978 die Initiative, eine Dokumentationsstätte zu errichten. Am 1. September 1979 wurde der Grundstein für das heutige Gebäude gelegt, das dem Verein geschenkt worden war und das Jugendliche abbrachen und neu errichteten: Das Antikriegshaus Sievershausen wird vom Verein Dokumentationsstätte zu Kriegsgeschehen und über Friedensarbeit e. V. getragen. Die Arbeit des Vereins war im Dorf teilweise umstritten. Neben Ausstellungen und Veranstaltungen bietet das Haus auch einfache Übernachtungsmöglichkeiten.

## Eingemeindungen
In den 1920er Jahren schloss sich Sievershausen aus den drei bis dahin selbstständigen Gemeinden Sievershausen (Norden), Ambostel (Südosten) und Röddenserbusch (Südwesten) zusammen.
Am 1. März 1974 wurde Sievershausen in die Stadt Lehrte eingegliedert.

## Politik

### Ortsrat
Der Ortsrat von Sievershausen setzt sich aus vier Ratsfrauen und drei Ratsherren zusammen (mit Vergleich zur Wahl 2016):
| Partei / Liste | Sitze 2021 | Sitze 2016 |
| SPD            | 3          | 3          |
| CDU            | 4          | 4          |

(Stand: Kommunalwahl 12. September 2021)

### Ortsbürgermeister
Der Ortsbürgermeister von Sievershausen ist Armin Hapke (CDU). Seine Stellvertreterinnen sind Petra Drescher (SPD) und Karen Elfers (CDU).

### Wappen
Der Entwurf des Wappens von Sievershausen stammt von Robert Haarstrich. Die Genehmigung des Wappens wurde am 4. Juli 1953 durch den Niedersächsischen Minister des Innern erteilt.
| Wappen von Sievershausen | Blasonierung: „Das Wappen zeigt im oberen Teil zwei gekreuzte silberne Schwerter und unten einen silbernen Pflug. Von rechts unten nach links oben befindet sich ein Silberstreifen. Die Grundfarbe ist Blau.“ |
| Wappen von Sievershausen | Wappenbegründung: Es gibt in Niedersachsen viele Orte, die es leicht haben, ein geschichtlich begründetes Wappen zu finden, indem man Wappen und Farben ehemals dort ansässiger Adelsgeschlechter heranzieht. Das war für Sievershausen nicht möglich. Deshalb wurden die für die Turner traditionellen Farben Blau und Weiß (heraldisch: Silber) gewählt. Die zwei gekreuzten Schwerter stellen eine doppelte Symbolik dar. Sie erinnern an die Schlacht bei Sievershausen, die hier am 9. Juli 1553 zwischen Markgraf Albrecht von Brandenburg und Kurfürst Moritz von Sachsen stattfand. Sievershausen hieß früher „Syverdishusen“, abgeleitet von „Syverd“. Syverd ist eine Kurzform des altdeutschen Personennamens „Sigifrid“. Siegfried und sein Schwert sind unzertrennbare Begriffe. So gesehen ist das Wappen ein sprechendes Wappen. Im unteren Wappenfeld ist die landwirtschaftliche Struktur der Gemeinde Sievershausen durch einen stilisierten Pflug dargestellt. |

## Kultur und Sehenswürdigkeiten

### Bauwerke
- St.-Martins-Kirche mit ihrer aus Hannover stammenden Orgel der profanierten Kirche St.-Bruder-Konrad-Kirche
- Ehrenmal des Kurfürsten Moritz

### Baudenkmale
→ Siehe: Liste der Baudenkmale in Sievershausen

### Vereine
Sievershausen verfügt über einen Sportverein (TSV 03 Sievershausen) mit verschiedenen Sportabteilungen und zwei Kulturabteilungen, der Karnevalsgesellschaft SOS (Sievershausen ohne Sorgen) und der Theatergruppe Brummerbühne.
Selbst der Sportplatz des SV Adler Hämelerwald befindet sich auf dem Areal der Gemeinde Sievershausen.

### Fotogalerie

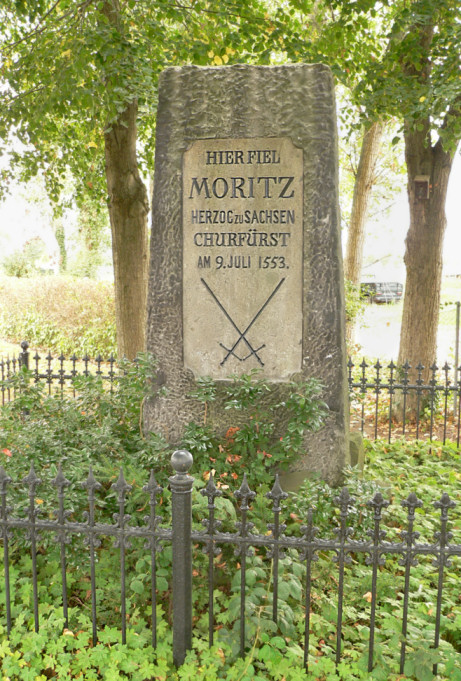
Gedenkstätte für den gefallenen Kurfürsten am Ort der Schlacht bei Sievershausen
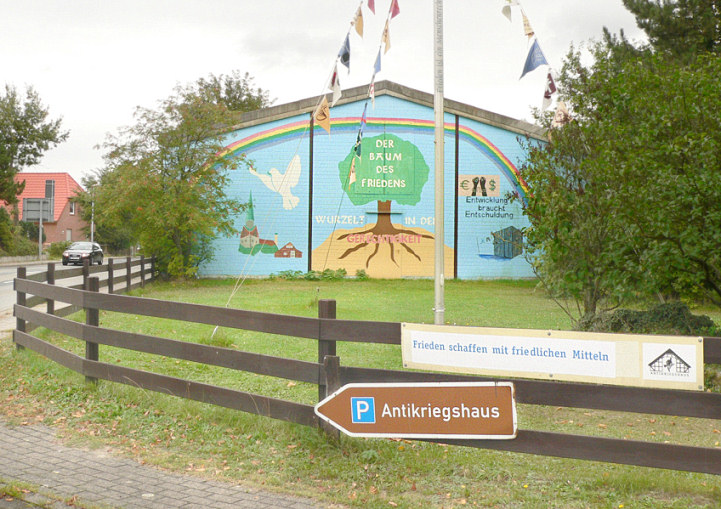
Hinweise zum Antikriegshaus
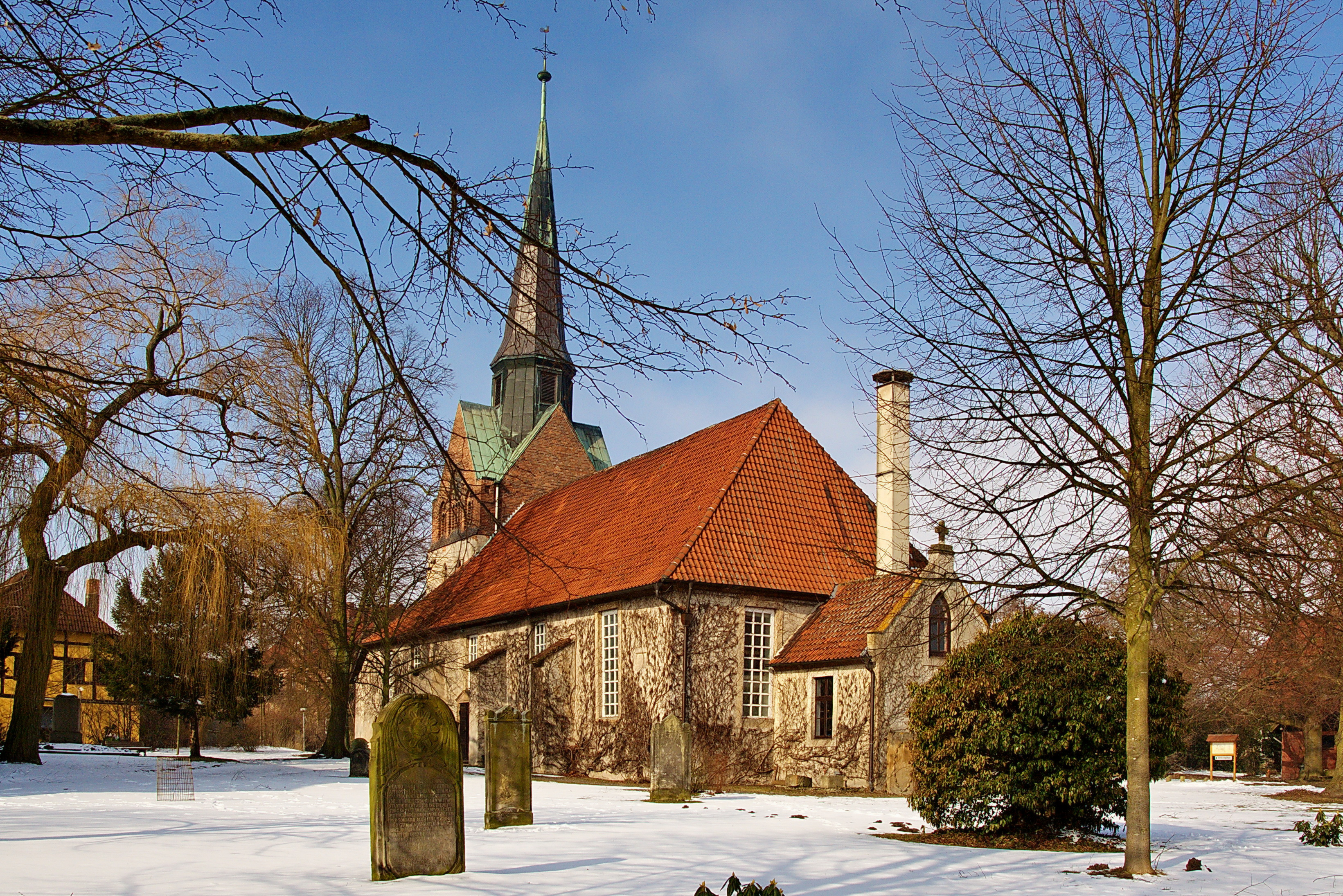
St.-Martins-Kirche

## Kirche
In der Evangelischen Kirchengemeinde wirkte von 1966 bis 1990 Pastor Klaus Rauterberg, der sich in der Friedensarbeit engagierte. Er gründete das Antikriegshaus Sievershausen als Tagungs- und Übernachtungsort für Gruppen, die in der Friedensarbeit tätig sind.

## Wirtschaft und Infrastruktur
Der Discounter Aldi-Nord ist mit einer seiner Regionalniederlassungen und einem großflächigen Zentrallager in Sievershausen ansässig. Auch die Rewe-Group betreibt mit seinen Töchterfirmen, dem Rewe-Markt und dem Discounter Penny-Markt, je ein großflächiges Zentrallager, sowie je eine Verkaufsniederlassung. Im Gewerbegebiet sind zahlreiche Handwerksbetriebe ansässig.

### Bildung
Im Ort befindet sich die Grundschule Hämelerwald-Sievershausen als einer ihrer beiden Standorte. Die Alte Kirchschule befindet sich an der Oelerser Straße 17. Die Schule wurde 1995 geschlossen und seitdem wird das Gebäude durch die örtlichen Vereine genutzt.

### Verkehr
Sievershausen liegt direkt an der BAB 2 und verfügt über eine Anschlussstelle (51). Zudem hat Sievershausen Busanbindungen nach Dollbergen, Burgdorf und Lehrte.
| Linie               | Verlauf | Takt | Betreiber |
| ------------------- | --- | ---- | --------- |
| 949                 | Hämelerwald Wohnpark – Hämelerwald Hildesheimer Str. – Hämelerwald Försterstraße – Hämelerwald Bahnhof – Hämelerwald Starenweg – Hämelerwald Schulzentrum – Sievershausen(Lehrte) Siemensstraße – Sievershausen(Lehrte) Zeisigweg – Sievershausen (Lehrte) Berliner Straße – Sievershausen(Lehrte) Kleegarten – Arpke(Lehrte) Schlachterstraße – Arpke(Lehrte) am Alten Friedhof – Arpke(Lehrte) Teich – Arpke(Lehrte) Schwüblingser Straße – Immensen-Arpke Bahnhof – Immensen(Lehrte) Kirche – Immensen(Lehrte) Abzweig Lehrte – Lehrte(B Hannover) Daimlerstraße – Lehrte(B Hannover) Taubenstraße – Lehrte(B Hannover) Gaußstraße – Lehrte(B Hannover) Wasserturm – Lehrte(B Hannover) Zuckerpassage – Lehrte(B Hannover) Gymnasium – Lehrte Neues Zentrum \|\| 60 min(unregelmäßig) \|\| Regiobus |      |           |
| Stand: 7. März 2025 | |      |           |